# Skanska
Skanska AB (pronunție în suedeză [ˈskanːˈska]) este o companie multinațională de construcții din Suedia. Skanska este a cincea cea mai mare companie de construcții din lume conform unui clasament realizat de revista Construction Global în 2015.

## Istoric
Firma Aktiebolaget Skånska Cementgjuteriet a fost înființată în 1887 în Malmö, Suedia de către industriașul suedez Rudolf Fredrik Berg și a început inițial cu fabricarea produselor din beton. Aceasta și-a diversificat rapid activitatea, devenind o companie de construcții, iar în decurs de 10 ani a primit prima comandă internațională. Societatea a jucat un rol important în realizarea infrastructurii din Suedia, incluzând drumuri, centrale electrice, birouri și locuințe.
Dezvoltarea din Suedia a fost urmată mai apoi de expansiunea internațională la mijlocul anilor '50. În următoarele decenii a intrat pe piețele din America de Sud, Africa și Asia, iar în 1971 pe piața din Statelor Unite, unde se clasează astăzi printre cele mai mari companii din sectorul său. Compania a fost listată la Bursa de Valori din Stockholm în 1965. În 1984 numele „Skanska”, deja cunoscut pe plan internațional, a devenit numele oficial al grupului.
La sfârșitul anilor '90 Skanska s-a extins în mod substanțial atât organic, cât și prin achiziții. În august 2000 a cumpărat divizia de construcții a grupului norvegin Kvaerner.
La mijlocul anului 2004 Skanska a decis să renunțe la investițiile din Asia și a vândut filiala sa din India către firma Italian Thai Development Company din Thailanda.
În 2005 Skanska a câștigat un contract pentru conducte de gaz în Argentina. Mai târziu au apărut suspiciuni cu privire la implicarea corupției guvernamentale în acest contract. Skanska a efectuat propria anchetă, a demis șapte manageri și a cooperat cu autoritățile în ceea ce privește ancheta.
În 2011 Skanska a achiziționat compania Industrial Contractors, Inc din Evansville, Indiana, SUA.
În decembrie 2013 Curtea Supremă a Slovaciei a confirmat că Skanska DS a.s. a făcut parte dintr-un cartel format din mai multe companii de construcții (împreună cu companiile grupurilor Strabag și Mota-Engil) în 2004. Acesta fost asociat cu licitația pentru construcția autostrăzii D1 dintre Mengusovce la Jánovce în estul Slovaciei.

## Operațiuni
Skanska își împarte operațiunile în patru sectoare de afaceri după cum urmează:
| Sector                  | Venit anual, medie pe 5 ani (2010-2014) |
| ----------------------- | --------------------------------------- |
| Construcții             | 116,152 miliarde SEK                    |
| Dezvoltare rezidențială | 8,721 miliarde SEK                      |
| Dezvoltare comercială   | 6,691 miliarde SEK                      |
| Infrastructură          | 219 milioane SEK                        |

Construcțiile reprezintă cel mai mare segment de afaceri după venituri și numărul de angajați. Operațiunile celorlalte sectoare de afaceri implică investiții în proiecte care sunt dezvoltate și ulterior cesionate. În ceea ce privește dezvoltarea infrastructurii, aceasta implică adesea parteneriate public-private. Din punct de vedere geografic, grupul funcționează pe baza filialelor locale.

### Piață
În martie 2015 Skanska s-a concentrat pe următoarele piețe:
- Suedia, Norvegia, Finlanda și Danemarca în regiunea nordică
- Polonia, Cehia, Slovacia, Ungaria, România și Regatul Unit în restul Europei
- Statele Unite ale Americii în America de Nord

Skanska este în curs de extindere a operațiunilor în Argentina, Brazilia, Peru, Chile, Columbia și Venezuela. Skanska nu va mai accepta proiecte noi pe piața latino-americană și își va închide unitățile de operare și întreținere de acolo.
| Regiune                               | Număr de angajați | Venit (2014)             |
| ------------------------------------- | ----------------- | ------------------------ |
| Țările nordice                        | 17.000            | 64 miliarde SEK          |
| Restul Europei                        | 17.000            | 35 miliarde SEK          |
| America de Nord                       | 10.000            | 49,9 miliarde SEK        |
| America Latină (va pleca din regiune) | 14.000            | Nu sunt date disponibile |

Skanska activează în domeniul construcțiilor, dezvoltării proprietăților comerciale (clădiri de birouri, centre comerciale și logistice) și dezvoltării infrastructurii (drumuri, spitale și școli) în toate cele trei regiuni de piață. Compania planifică, dezvoltă și construiește locuințe în regiunea nordică și în restul Europei.
În 2013 Skanska s-a clasat pe locul 9 în topul celor mai mari constructori la nivel mondial, iar în 2014 pe locul 7 în SUA.
În decursul unei perioade de 12 luni care s-a încheiat în septembrie 2014, Skanska a fost cea mai mare companie de construcții după veniturile totale în țările nordice. Cele mai mari șase companii au fost:
| Companie     | Țară     | Venituri pe 12 luni |
| ------------ | -------- | ------------------- |
| Skanska      | Suedia   | 145 miliarde SEK    |
| NCC          | Suedia   | 59,2 miliarde SEK   |
| Peab         | Suedia   | 44,2 miliarde SEK   |
| Veidekke     | Norvegia | 25,4 miliarde SEK   |
| Lemminkäinen | Finlanda | 18,7 miliarde SEK   |
| YIT          | Finlanda | 16,7 miliarde SEK   |

### Competitori
Conform companiei, principalii concurenți din piață în cele trei sectoare de afaceri au fost, începând din martie 2015, următorii:

#### Construcții
Țările nordice
NCC, Peab, YIT, Veidekke, Lemminkäinen, AF Gruppen
Restul Europei
Budimex, Hochtief, Strabag, Metrostav, Balfour Beatty, Carillion
America
Turner, Fluor Corporation, Kiewit, Granite, Flatiron, Tutor Perini, ACS/Dragados

#### Dezvoltarea proprietăților rezidențiale
Țările nordice
JM, NCC, Peab, YIT
Restul Europei
Central Group, Finep, DOM Development, JW Construction

#### Dezvoltarea proprietăților comerciale
Țările nordice
NCC, Vasakronan, Diligentia, KLP Eiendom, YIT, Lemminkäinen
Restul Europei
Ghelamco, Echo Investment, GTC
America
Hines, Trammell Crow, Boston Properties

## Controverse

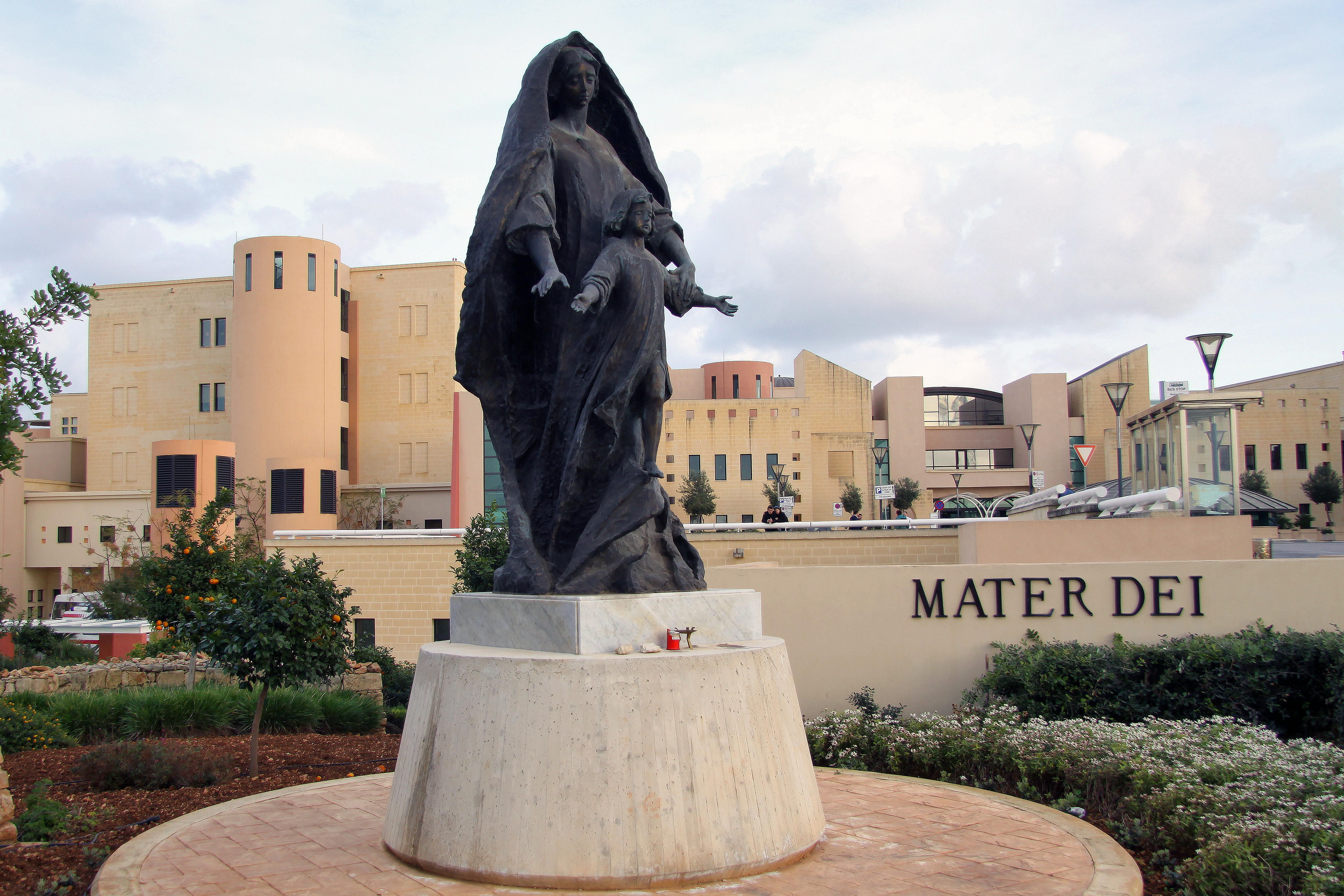
Spitalul Mater Dei

Skanska a fost însărcinată cu construirea unui nou spital general în Malta care urma să coste peste 700 milioane de euro. Ulterior s-a descoperit că Skanska folosea ciment de calitate inferioară față de cel utilizat în general pentru construcția pavajelor. Ca urmare, spitalul nu s-a mai putut dezvolta prin construcția de noi etaje sau a unui helipor pe acoperiș.

## Skanska în România
Skanska este prezentă pe piața din România din 2011 prin firmele Skanska Construction Romania SRL și Skanska Property Romania SRL. Compania a dezvoltat în București între 2013 și 2016 complexul de birouri Green Court Bucharest, iar din 2017 lucrează la alte două, Campus 6, situat în zona centru-vest, ce urmează să fie finalizat în 2018 și Equilibrium, situat în zona de nord, ce urmează să fie finalizat în 2019.